# Pogonocherus sturanii
Pogonocherus sturanii är en skalbaggsart som beskrevs av Gianfranco Sama och Schurmann 1982. Pogonocherus sturanii ingår i släktet Pogonocherus och familjen långhorningar. Inga underarter finns listade i Catalogue of Life.